# Dactylopisthoides hyperboreus
Espèce
Dactylopisthoides hyperboreus est une espèce d'araignées aranéomorphes de la famille des Linyphiidae.

## Distribution
Cette espèce est endémique de l'oblast de Magadan en Russie,.

## Description
Les mâles mesurent de 1,55 à 1,80 mm et les femelles de 1,53 à 1,75 mm.

## Systématique et taxinomie
Cette espèce a été décrite par Eskov en 1990.

## Publication originale
- Eskov, 1990 : « On the erigonine spider genera Dactylopisthes Simon, 1884 and Dactylopisthoides gen. nov. (Arachnida, Araneae: Linyphiidae). » Reichenbachia, vol. 28, p. 1-5.